# Ешельбронн
Ешельбронн (нім. Eschelbronn) — громада в Німеччині, у землі Баден-Вюртемберг. Підпорядковується адміністративному округу Карлсруе. Входить до складу району Рейн-Неккар.
Площа — 8,24 км2. Населення становить 2639 ос. (станом на 31 грудня 2020).